# Anna Wintour

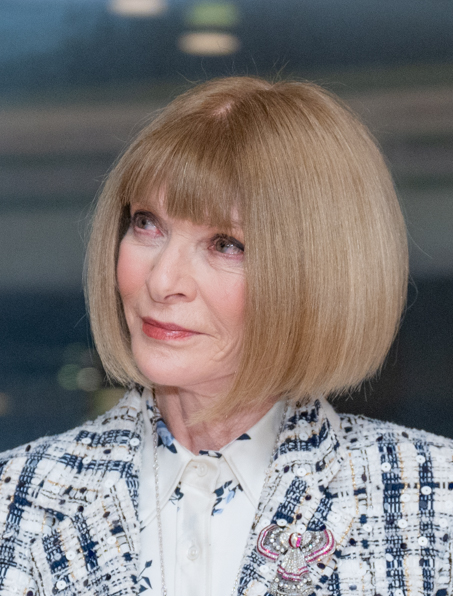
Anna Wintour (2024)

Dame Anna Wintour CH DBE (* 3. November 1949 in London) ist eine britische Journalistin. Von 1988 bis 2025 war sie Chefredakteurin der US-amerikanischen Ausgabe der Vogue und gilt als eine der einflussreichsten Frauen in der Modebranche.

## Familie und Kindheit
Anna Wintour ist die Tochter von Charles Vere Wintour, dem ehemaligen Herausgeber des Evening Standard und Eleanor („Nonie“) Trego Baker, der Tochter eines Harvard-Jura-Professors. Das Paar war von 1940 bis 1979 verheiratet. Aus der Ehe stammen vier weitere Geschwister: James Charles, Generaldirektor des Gravesham Borough Council, Nora Hilary, Direktorin der Public Services International in Genf und Patrick Walter, Politikjournalist und politischer Herausgeber der britischen Tageszeitung The Guardian. Anna Wintours ältester Bruder starb als Kind. Ihre Stiefmutter ist die Journalistin Audrey Slaughter, Gründerin der Zeitschriften Honey und Petticoat.

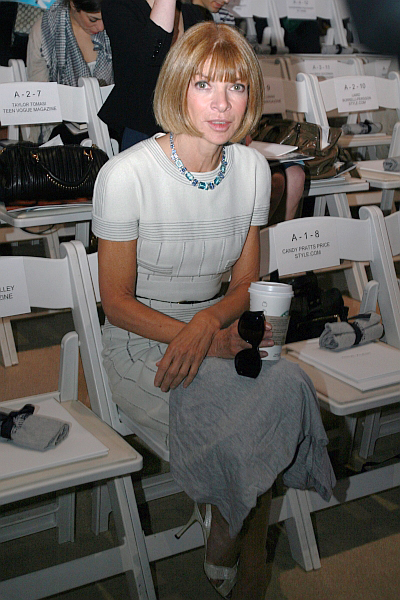
Bei einer Modeschau von Anne Klein, 2007

## Karriere
Anna Wintour besuchte die North London Collegiate School, die sie mit sechzehn Jahren verließ. Sie entschied sich, nicht aufs College zu gehen, sondern machte eine Ausbildung bei Harrods in London. Ihre Karriere als Mode-Journalistin begann 1970, als Harper’s Bazaar kurzzeitig mit Queen zu Harpers & Queen fusionierte. Dort baute sie neue, innovative Locations für Aufnahmen auf. Beispielsweise stellte sie Werke Auguste Renoirs und Claude Monets mit Models in Go-Go-Stiefeln nach. Nach einer kurzen Zeit bei einem Magazin namens Savvy wurde sie 1975 Nachwuchs-Moderedakteurin bei Harper’s Bazaar in New York City.
1986 wurde sie Redakteurin der amerikanischen Vogue und im folgenden Jahr von House & Garden. Unter ihrer Führung konzentrierte sich die amerikanische Vogue wieder ausschließlich auf Mode. Die Septemberausgabe 2007 hatte einen Umfang von 832 Seiten und war damit das seitenstärkste monatlich veröffentlichte Magazin, das bis dahin erschienen war. Wintour war auch für die Einführung der drei Schwester-Magazine Teen Vogue, Vogue Living und Men’s Vogue verantwortlich. Ihr Engagement, das maßgeblich für den Erfolg des Magazins verantwortlich war, verhalf ihr zum Titel „Editor of the Year“. Im Zuge der New Year Honours 2017 wurde Wintour von der britischen Königin in den persönlichen Adelsstand erhoben.

## Rezeption
Anna Wintour wird oftmals als die einflussreichste Frau der Modebranche bezeichnet. Sie setzt Trends und fördert neue Designer. Sie entschied, welche Designer in der Vogue erscheinen. The Guardian nannte sie „Unofficial mayoress of New York City“ – also „die inoffizielle Bürgermeisterin von New York“. Sie hat großen Anteil am Erfolg von Designern wie John Galliano (Christian Dior) oder Michael Kors.
Lauren Weisberger ließ sich für ihren Bestseller The Devil Wears Prada (Der Teufel trägt Prada) von ihrem reichhaltigen Fundus an Erlebnissen und Erfahrungen als persönliche Assistentin von Anna Wintour inspirieren. Das Buch wurde 2006 mit Meryl Streep als Miranda Priestly, die an Wintour angelehnte Figur, und Anne Hathaway als Alter Ego von Lauren Weisberger verfilmt.
Der Dokumentarfilm The September Issue von R.J. Cutler aus dem Jahr 2009 beschäftigt sich mit der Entstehung der Vogue-Ausgabe September 2007 – mit einem Gewicht von fast fünf Pfund die größte Einzelausgabe eines Magazins, die je veröffentlicht wurde. Der Film zeigt neben Einblicken in den hektischen Berufsalltag der Modewelt auch persönliche, stille Momente im Leben von Anna Wintour und ihrer langjährigen Kreativ-Chefin Grace Coddington.

## Privatleben
1984 heiratete sie den Kinderpsychiater David Shaffer (1936–2023) und bekam mit ihm zwei Kinder. Das Paar ließ sich 1999 scheiden. 2004 heiratete sie den Unternehmer Shelby Bryan (* 1946). Sie ist Kuratorin des Metropolitan Museum of Art in New York. Sie gründete außerdem den „CFDA/Vogue Fund“ zur Förderung unbekannter Designer.